# 安妮 (手球运动员)
安妮 （AN Ni，1987年6月11日—），中国女子手球運動員，司职中卫。

## 簡歷
2002年，安妮作为优秀体育人才被引进到广东省，户籍定在顺德容桂街道 。
2010年11月，安妮代表中國出戰廣州亞運會，參加女子手球比賽項目，奪得金牌。